# Killing Floor (пісня Гауліна Вулфа)
«Killing Floor» — пісня американського блюзового музиканта Гауліна Вулфа, випущена синглом у 1965 році на лейблі Chess. Пісню перезаписали багато музикантів і вона була включена до Зали слави блюзу.

## Оригінальна версія
Пісня була написана Честером Бернеттом. Запис її відбувся у серпні 1964 року в Чикаго, Іллінойс; у сесії взяли участь Гаулін Вулф (вокал), Дональд Генкінс (баритон-саксофон), Арнольд Роджерс (тенор-саксофон), Лафаєтт Лік (фортепіано), Г'юберт Самлін (гітара), Ендрю Мак-Мегон (бас) і Сем Лей (ударні). «Killing Floor» була випущена у березні 1965 року на синглі (Chess 1923; 7" 45) із «Louise» (яка була записана під час тієї ж сесії) на стороні «Б». «Killing Floor» стала однією з найбільш впізнаваних пісень Вулфа; вона багато разів перезаписувалась різними блюзовими гуртами, та є однією з найбільш часто записуваних з репертуару Вулфа, як блюзовими так і рок-музикантами.
Оригінальний запис був вперше включений Chess до збірки Вулфа The Real Folk Blues (1965). Пізніше у 1972 році пісня вийшла на Chess в іншій збірці Chester Burnett a.k.a. Howlin' Wolf.
Вулф записав іншу студійну версію пісні 2 травня 1970 року на студії Olympic Studios в Лондоні, Англія, яка призначалась для альбому The London Howlin' Wolf Sessions (1971), випущеного також на Chess. Однак лейбл пісню не включив, а випустив лише на збірці London Revisited (спільно з Мадді Вотерсом) у 1974 році. У записі тоді взяли участь: Гаулін Вулф (вокал, електрична гітара); Ерік Клептон (електрична-гітара), Білл Ваймен (бас-гітара) і Чарлі Воттс (ударні).

## Версія Led Zeppelin
Британський гурт Led Zeppelin виконував «Killing Floor» під час концертів у 1968 і 1969 роках, яка стала основої їхньої пісні «The Lemon Song». У ранніх виступах Роберт Плант представляв пісню як «Killing Floor»; на перших британських випусках альбому Led Zeppelin II вона зазначена як «Killing Floor», а автором Честер Бернетт (справжнє ім'я Гауліна Вулфа). Версія Led Zeppelin виконувалася у повільному темпі із дещо зміненим текстом. Після юридичних позовів від видавця Вулфа, його ім'я було потім зазначене як автора «The Lemon Song».

## Інші версії
Пісню перезаписали й інші виконавці, зокрема The Electric Flag для дебютного альбому A Long Time Comin' (1968), Альберт Кінг для Years Gone By (1969), Фентон Робінсон для I Hear Some Blues Downstairs (1977), Дж. Б. Гатто (червень 1977) для Boogie With J.B. Hutto and the Houserockers  (1979), Джеймс Коттон для My Foundation (1983) і Take Me Back (1987), Отіс Раш (грудень 1986) для Blues Interaction — Live in Japan 1986 (1989).

## Визнання
У 1991 році «Killing Floor» в оригінальному виконанні Вулфа (Chess, 1964) була включена до Зали слави блюзу в категорії «Класичний блюзовий запис — сингл/пісня».